# Azerbajdzsán a 2020. évi nyári olimpiai játékokon
Azerbajdzsán a japán Tokióban megrendezett 2020. évi nyári olimpiai játékok egyik részt vevő nemzete. Az országot 13 sportágban 44 sportoló képviselte, akik összesen 7 érmet szereztek.

## Érmesek
| Érem  | Versenyző        | Sportág   | Versenyszám             |
| ----- | ---------------- | --------- | ----------------------- |
| Ezüst | Rafael Aghayev   | Karate    | Férfi 75 kg             |
| Ezüst | Hacı Əliyev      | Birkózás  | Férfi 65 kg szabadfogás |
| Ezüst | Irina Zaretska   | Karate    | Női +61 kg              |
| Bronz | Iryna Kindzerska | Cselgáncs | Női nehézsúly           |
| Bronz | Loren Alfonso    | Ökölvívás | Férfi félnehézsúly      |
| Bronz | Rafiq Hüseynov   | Birkózás  | Férfi 77 kg kötöttfogás |
| Bronz | Mariya Stadnik   | Birkózás  | Női 50 kg               |

## Atlétika
| Versenyző     | Versenyszám       | Selejtező | Selejtező | Döntő    | Döntő    |
| Versenyző     | Versenyszám       | Eredmény  | Helyezés  | Eredmény | Helyezés |
| ------------- | ----------------- | --------- | --------- | -------- | -------- |
| Nazim Babayev | Férfi hármasugrás | 16,72 m   | 15.       | kiesett  | kiesett  |
| Hanna Skydan  | Női kalapácsvetés | 69,57 m   | 16.       | kiesett  | kiesett  |

## Birkózás

### Férfi
Kötöttfogás
| Versenyző      | Versenyszám | Nyolcaddöntő        | Negyeddöntő        | Elődöntő | Vigaszág elődöntő | Bronz- mérkőzés   | Döntő   | Helyezés |
| -------------- | ----------- | ------------------- | ------------------ | -------- | ----------------- | ----------------- | ------- | -------- |
| Rafig Huseynov | 77 kg       | Kessidis (SWE) 3–1  | Mahmudov (KGZ) 1–4 |          | Maafi (TUN) 4–1   | Csaljan (ARM) 3–1 | kiesett | Bronz    |
| Islam Abbasov  | 87 kg       | Grégorich (CUB) 1–3 | kiesett            | kiesett  | kiesett           | kiesett           | kiesett | kiesett  |

Szabadfogás
| Versenyző       | Versenyszám | Nyolcaddöntő         | Negyeddöntő          | Elődöntő        | Vigaszág elődöntő  | Bronz- mérkőzés | Döntő             | Helyezés |
| --------------- | ----------- | -------------------- | -------------------- | --------------- | ------------------ | --------------- | ----------------- | -------- |
| Hacı Əliyev     | 65 kg       | Diatta (SEN) 3–0     | Niyazbekov (KAZ) 3–1 | Punia (IND) 3–1 |                    |                 | Otoguro (JPN) 1–3 | Ezüst    |
| Turan Bayramov  | 74 kg       | Mikhajlov (UKR) 3–1  | Chamizo (ITA) 1–3    | kiesett         | kiesett            | kiesett         | kiesett           | kiesett  |
| Sharif Sharifov | 97 kg       | Szadulajev (ROC) 0–3 |                      |                 | Odikadze (GEO) 3–1 | Salas (CUB) 1–3 | kiesett           | 5.       |

### Női
| Versenyző      | Versenyszám | Nyolcaddöntő        | Negyeddöntő     | Elődöntő           | Vigaszág elődöntő       | Bronz- mérkőzés       | Döntő   | Helyezés |
| -------------- | ----------- | ------------------- | --------------- | ------------------ | ----------------------- | --------------------- | ------- | -------- |
| Mariya Stadnik | 50 kg       | Orsus (ROC) 3–1     | Hamdi (TUN) 4–0 | Szuszaki (JPN) 0–4 |                         | Tsogt-Ochir (MGL) 4–0 | kiesett | Bronz    |
| Elis Manolova  | 68 kg       | Oborududu (NGR) 1–4 |                 |                    | Zhumanazarova (KGZ) 1–4 | kiesett               | kiesett | kiesett  |

## Cselgáncs

### Férfi
| Versenyző          | Versenyszám  | 32-es főtábla           | Nyolcaddöntő             | Negyeddöntő     | Elődöntő | Vigaszág elődöntő   | Bronz- mérkőzés | Döntő   | Helyezés |
| ------------------ | ------------ | ----------------------- | ------------------------ | --------------- | -------- | ------------------- | --------------- | ------- | -------- |
| Karamat Huseynov   | Légsúly      | McKenzie (GBR) 10–00    | Chkhvimiani (GEO) 00–10  | kiesett         | kiesett  | kiesett             | kiesett         | kiesett | kiesett  |
| Orkhan Safarov     | Harmatsúly   | Serikzhanov (KAZ) 00–10 | kiesett                  | kiesett         | kiesett  | kiesett             | kiesett         | kiesett | kiesett  |
| Rüstəm Orucov      | Könnyűsúly   | Moguskov (ROC) 11–00    | Makhmadbekov (TJK) 11–00 | Ono (JPN) 00–10 |          | Gjakova (KOS) 11–00 | An (KOR) 00–11  | kiesett | 5.       |
| Murad Fatiyev      | Váltósúly    | Harris (SLE) 10–00      | Mollaei (MGL) 00–10      | kiesett         | kiesett  | kiesett             | kiesett         | kiesett | kiesett  |
| Mammadali Mehdiyev | Középsúly    | Bozbayev (KAZ) 10–00    | Igolnyikov (ROC) 00–11   | kiesett         | kiesett  | kiesett             | kiesett         | kiesett | kiesett  |
| Zelym Kotsoiev     | Félnehézsúly | Iddir (FRA) 11–00       | El Nahas (CAN) 00–10     | kiesett         | kiesett  | kiesett             | kiesett         | kiesett | kiesett  |
| Ushangi Kokauri    | Nehézsúly    | Sarnacki (POL) 10–00    | Silva (BRA) 00–10        | kiesett         | kiesett  | kiesett             | kiesett         | kiesett | kiesett  |

### Női
| Versenyző        | Versenyszám | 32-es főtábla     | Nyolcaddöntő      | Negyeddöntő     | Elődöntő          | Vigaszág elődöntő | Bronz- mérkőzés         | Döntő   | Helyezés |
| ---------------- | ----------- | ----------------- | ----------------- | --------------- | ----------------- | ----------------- | ----------------------- | ------- | -------- |
| Aisha Gurbanli   | Légsúly     | Costa (POR) 00–11 | kiesett           | kiesett         | kiesett           | kiesett           | kiesett                 | kiesett | kiesett  |
| Iryna Kindzerska | Nehézsúly   |                   | Cerić (BIH) 10–00 | Han (KOR) 11–00 | Szone (JPN) 00–10 |                   | Hszu Si-jan (CHN) 10–00 | kiesett | Bronz    |

## Karate
| Versenyző           | Versenyszám | Csoportkör                                                                  | Hely | Elődöntő             | Döntő               | Helyezés |
| ------------------- | ----------- | --------------------------------------------------------------------------- | ---- | -------------------- | ------------------- | -------- |
| Firdovsi Farzaliyev | Férfi 67 kg | Şamdan (TUR) 1–7 Szago (JPN) 1–0 Assadilov (KAZ) 2–6 El-Sawy (EGY) 0–1      | 5.   | kiesett              | kiesett             | kiesett  |
| Rafael Aghayev      | Férfi 75 kg | Bitsch (GER) 2–1 Yahiro (AUS) 5–0 Azhikanov (KAZ) 3–2 Busà (ITA) 1–3        | 2.   | Hárspataki (HUN) 7–0 | Busà (ITA) 0–1      | Ezüst    |
| Irina Zaretska      | Női +61 kg  | Uekusa (JPN) 4–1 Semeraro (ITA) 3–2 Berultseva (KAZ) 4–5 Hocaoğlu (TUR) 4–0 | 1.   | Gong Li (CHN) 7–2    | Abdelaziz (EGY) 0–2 | Ezüst    |

## Kerékpározás
| Versenyző     | Versenyszám         | Idő           | Helyezés      |
| ------------- | ------------------- | ------------- | ------------- |
| Elchin Esedov | Férfi mezőnyverseny | nem ért célba | nem ért célba |

## Ökölvívás
| Versenyző           | Versenyszám           | Selejtező            | Nyolcaddöntő       | Negyeddöntő      | Elődöntő        | Döntő   | Helyezés |
| ------------------- | --------------------- | -------------------- | ------------------ | ---------------- | --------------- | ------- | -------- |
| Tayfur Aliyev       | Férfi pehelysúly      | Văn Đương (VIE) 2–3  | kiesett            | kiesett          | kiesett         | kiesett | kiesett  |
| Javid Chalabiyev    | Férfi könnyűsúly      | Harciz (UKR) 5–0     | Bachkov (ARM) 1–4  | kiesett          | kiesett         | kiesett | kiesett  |
| Lorenzo Sotomayor   | Férfi váltósúly       | Madiev (GEO) sérülés | kiesett            | kiesett          | kiesett         | kiesett | kiesett  |
| Loren Alfonso       | Férfi félnehézsúly    |                      | Ruzmetov (UZB) 4–1 | Malkan (TUR) 5–0 | López (CUB) 0–5 | kiesett | Bronz    |
| Mahammad Abdullayev | Férfi szupernehézsúly | Latypov (BRN) 3–2    | Jalolov (UZB) 0–5  | kiesett          | kiesett         | kiesett | kiesett  |

## Sportlövészet
| Versenyző    | Versenyszám                | Selejtező | Selejtező | Döntő   | Döntő    |
| Versenyző    | Versenyszám                | Pont      | Helyezés  | Pont    | Helyezés |
| ------------ | -------------------------- | --------- | --------- | ------- | -------- |
| Emin Jafarov | Férfi skeet                | 116       | 26.       | kiesett | kiesett  |
| Ruslan Lunev | Férfi légpisztoly          | 574       | 20.       | kiesett | kiesett  |
| Ruslan Lunev | Férfi gyorstüzelő pisztoly | 567       | 21.       | kiesett | kiesett  |

## Taekwondo
| Versenyző      | Versenyszám     | Nyolcaddöntő        | Negyeddöntő           | Elődöntő | Vigaszág elődöntő | Bronz- mérkőzés | Döntő   | Helyezés |
| -------------- | --------------- | ------------------- | --------------------- | -------- | ----------------- | --------------- | ------- | -------- |
| Milad Beigi    | Férfi váltósúly | Liu (TPE) 15–11     | Rafalovich (UZB) 1–12 | kiesett  | kiesett           | kiesett         | kiesett | kiesett  |
| Farida Azizova | Női váltósúly   | McPherson (USA) 5–8 | kiesett               | kiesett  | kiesett           | kiesett         | kiesett | kiesett  |

## Tollaslabda
| Versenyző          | Versenyszám | Csoportkör                                          | Hely | Nyolcaddöntő | Negyeddöntő | Elődöntő | Bronz- mérkőzés | Döntő   | Helyezés |
| ------------------ | ----------- | --------------------------------------------------- | ---- | ------------ | ----------- | -------- | --------------- | ------- | -------- |
| Ade Resky Dwicahyo | Férfi egyes | Nguyễn (VIE) 21–14;21–18 Antonsen (DEN) 16–21;15–21 | 2.   | kiesett      | kiesett     | kiesett  | kiesett         | kiesett | kiesett  |

## Torna
| Versenyző        | Versenyszám            | Selejtező | Selejtező | Döntő    | Döntő    |
| Versenyző        | Versenyszám            | Pontszám  | Helyezés  | Pontszám | Helyezés |
| ---------------- | ---------------------- | --------- | --------- | -------- | -------- |
| Ivan Tikhonov    | Férfi talaj            | 13,233    | 53.       | kiesett  | kiesett  |
| Ivan Tikhonov    | Férfi lólengés         | 13,366    | 38.       | kiesett  | kiesett  |
| Ivan Tikhonov    | Férfi gyűrű            | 14,200    | 20.       | kiesett  | kiesett  |
| Ivan Tikhonov    | Férfi ugrás            | 13,600    | -         | kiesett  | kiesett  |
| Ivan Tikhonov    | Férfi korlát           | 12,766    | 62.       | kiesett  | kiesett  |
| Ivan Tikhonov    | Férfi nyújtó           | 13,133    | 41.       | kiesett  | kiesett  |
| Ivan Tikhonov    | Férfi egyéni összetett | 80,298    | 45.       | kiesett  | kiesett  |
| Marina Nekrasova | Női ugrás              | 13,133    | 19.       | kiesett  | kiesett  |
| Marina Nekrasova | Női felemáskorlát      | 10,833    | 83.       | kiesett  | kiesett  |
| Marina Nekrasova | Női gerenda            | 12,266    | 58.       | kiesett  | kiesett  |
| Marina Nekrasova | Női talaj              | 12,000    | 71.       | kiesett  | kiesett  |
| Marina Nekrasova | Női egyéni összetett   | 48,232    | 70.       | kiesett  | kiesett  |

### Ritmikus gimnasztika
| Versenyző        | Versenyszám | Selejtező | Selejtező | Selejtező | Selejtező | Selejtező | Selejtező | Döntő   | Döntő   | Döntő    | Döntő   | Döntő    | Döntő    | Helyezés |
| Versenyző        | Versenyszám | Karika    | Labda     | Buzogány  | Szalag    | Összesen  | Összesen  | Karika  | Labda   | Buzogány | Szalag  | Összesen | Összesen | Helyezés |
| Versenyző        | Versenyszám | Pont      | Pont      | Pont      | Pont      | Pont      | Hely.     | Pont    | Pont    | Pont     | Pont    | Pont     | Hely     | Helyezés |
| ---------------- | ----------- | --------- | --------- | --------- | --------- | --------- | --------- | ------- | ------- | -------- | ------- | -------- | -------- | -------- |
| Zohra Aghamirova | Egyéni      | 23,000    | 23,400    | 21,500    | 19,900    | 87,800    | 18        | kiesett | kiesett | kiesett  | kiesett | kiesett  | kiesett  | kiesett  |

| Versenyző                                                                           | Versenyszám | Selejtező | Selejtező            | Selejtező | Selejtező | Döntő   | Döntő                | Döntő    | Döntő    | Helyezés |
| Versenyző                                                                           | Versenyszám | 5 labda   | 3 szalag és 2 karika | Összesen  | Összesen  | 5 labda | 3 szalag és 2 karika | Összesen | Összesen | Helyezés |
| Versenyző                                                                           | Versenyszám | Pont      | Pont                 | Pont      | Hely.     | Pont    | Pont                 | Pont     | Hely.    | Helyezés |
| ----------------------------------------------------------------------------------- | ----------- | --------- | -------------------- | --------- | --------- | ------- | -------------------- | -------- | -------- | -------- |
| Laman Alimuradova Zeynab Hummatova Yelyzaveta Luzan Narmina Samadova Darya Sorokina | Csapat      | 36,700    | 37,650               | 74,350    | 10        | kiesett | kiesett              | kiesett  | kiesett  | kiesett  |

## Triatlon
| Versenyző         | Versenyszám | 1,5 km úszás | Depózás 1 | 43 km kerékpározás | Depózás 2 | 10 km futás | Összesítés | Összesítés |
| Versenyző         | Versenyszám | Idő          | Idő       | Idő                | Idő       | Idő         | Idő        | Helyezés   |
| ----------------- | ----------- | ------------ | --------- | ------------------ | --------- | ----------- | ---------- | ---------- |
| Rostyslav Pevtsov | Férfi       | 18:27        | 19:06     | 1:16:56            | 1:17:29   | 1:41:35     | 1:50:46    | 41         |

## Úszás
| Versenyző              | Versenyszám        | Előfutam | Előfutam | Előfutam | Elődöntő | Elődöntő | Elődöntő | Döntő   | Döntő    |
| Versenyző              | Versenyszám        | Idő      | Hely.    | Össz.    | Idő      | Hely.    | Össz.    | Idő     | Helyezés |
| ---------------------- | ------------------ | -------- | -------- | -------- | -------- | -------- | -------- | ------- | -------- |
| Maksym Shemberev       | Férfi 400 m vegyes | 4:19,40  | 8.       | 26.      |          |          |          | kiesett | kiesett  |
| Maryam Sheikh Alizadeh | Női 100 m pillangó | 1:01,37  | 1.       | 30.      | kiesett  | kiesett  | kiesett  | kiesett | kiesett  |

## Vívás
| Versenyző   | Versenyszám     | 32-es főtábla    | Nyolcaddöntő          | Negyeddöntő | Elődöntő | Bronz- mérkőzés | Döntő   | Helyezés |
| ----------- | --------------- | ---------------- | --------------------- | ----------- | -------- | --------------- | ------- | -------- |
| Anna Bashta | Női egyéni kard | Stone (USA) 15–9 | Nikityina (ROC) 13–15 | kiesett     | kiesett  | kiesett         | kiesett | kiesett  |